# Kino Pionier 1907 w Szczecinie
Kino Pionier 1907 (dawniej także: Kino Pionier 1909 lub kino „Pionier”) – kino w Szczecinie, jedno z najstarszych działających nieprzerwanie w tym samym miejscu kin na świecie.
W 2005 roku wydany został certyfikat Księgi rekordów Guinnessa poświadczający, że Pionier jest najstarszym kinem, jednak od 2008 roku tytuł ten przysługiwał działającemu od 1908 roku Korsør Biograf Teater w duńskim mieście Korsør. Za najdłużej działające kino uznawane jest otwarte w 1902 roku (pierwsza projekcja miała miejsce w roku 1905) L'Idéal Cinéma – Jacques Tati we francuskiej miejscowości Aniche.

## Historia kina
Kino znajduje się w centrum miasta, przy al. Wojska Polskiego 2  − przed II wojną światową Falkenwalder Straße 2 (138, 212).
Oficjalnie kino rozpoczęło działalność 26 września 1909 od pokazu filmów krótkometrażowych, chociaż wyświetlano tu filmy już wcześniej, w 1907 roku.
Założycielem kina był Otto Blauert, rok później przejął je Albert Pietzke. Początkowo funkcjonowało jako „Helios”, później, do 1945, nosiło nazwę „Welt-Theater”. Od grudnia 1945 r. do grudnia 1950 r. działało jako „Odra” (później nazwę kina zmieniono na „Pionier”). Pierwszym wyświetlanym po wojnie filmem był Iwan Groźny w reż. Siergieja Eisensteina.
Jesienią 2009 roku, podczas realizacji filmu dokumentalnego pt. „W starym kinie – Pionier 1909”, szczecińskiego reżysera Marcina Korneluka ekipa filmowa natrafiła na dokumenty potwierdzające wiek kina. W 1907 roku, przy Falkenwalder Straße 2 (dzisiejsza Wojska Polskiego 2) Otto Blauert prowadził w sali restauracyjnej „Kinematographenbesitzer”, co potwierdza książka adresowa na rok 1908, której redakcja zakończona została w 1907 r. Rok powstania kina potwierdza również anons z książki adresowej wydanej w 1943 roku, z którego wynika, że kino „Welt” obchodziło swoje 36. urodziny w 1943 roku.
20 grudnia 2023 kino stało się własnością Gminy Miasto Szczecin.  
Kino „Pionier” posiada dwie sale projekcyjne. Sala Czerwona jest większa i tradycyjna w wystroju. Sala Kiniarnia została urządzona w stylu retro, filmy ogląda się tu przy stolikach.

## Odniesienia w kulturze
Wiele wskazuje na to, że to właśnie to szczecińskie kino (gdy nosiło jeszcze nazwę Odra) uwiecznił poeta Konstanty Ildefons Gałczyński w swoim nastrojowym wierszu Małe kina (1947), pisząc m.in.:

Najlepsze te małe kina
w rozterce i w udręce,
z krzesłami wyściełanymi
pluszem czerwonym jak serce.
(...)
najlepsze te małe kina,
gdzie wszystko się zapomina;
że to gospoda ubogich,
którym dzień spłynął źle.